# Michael Blume

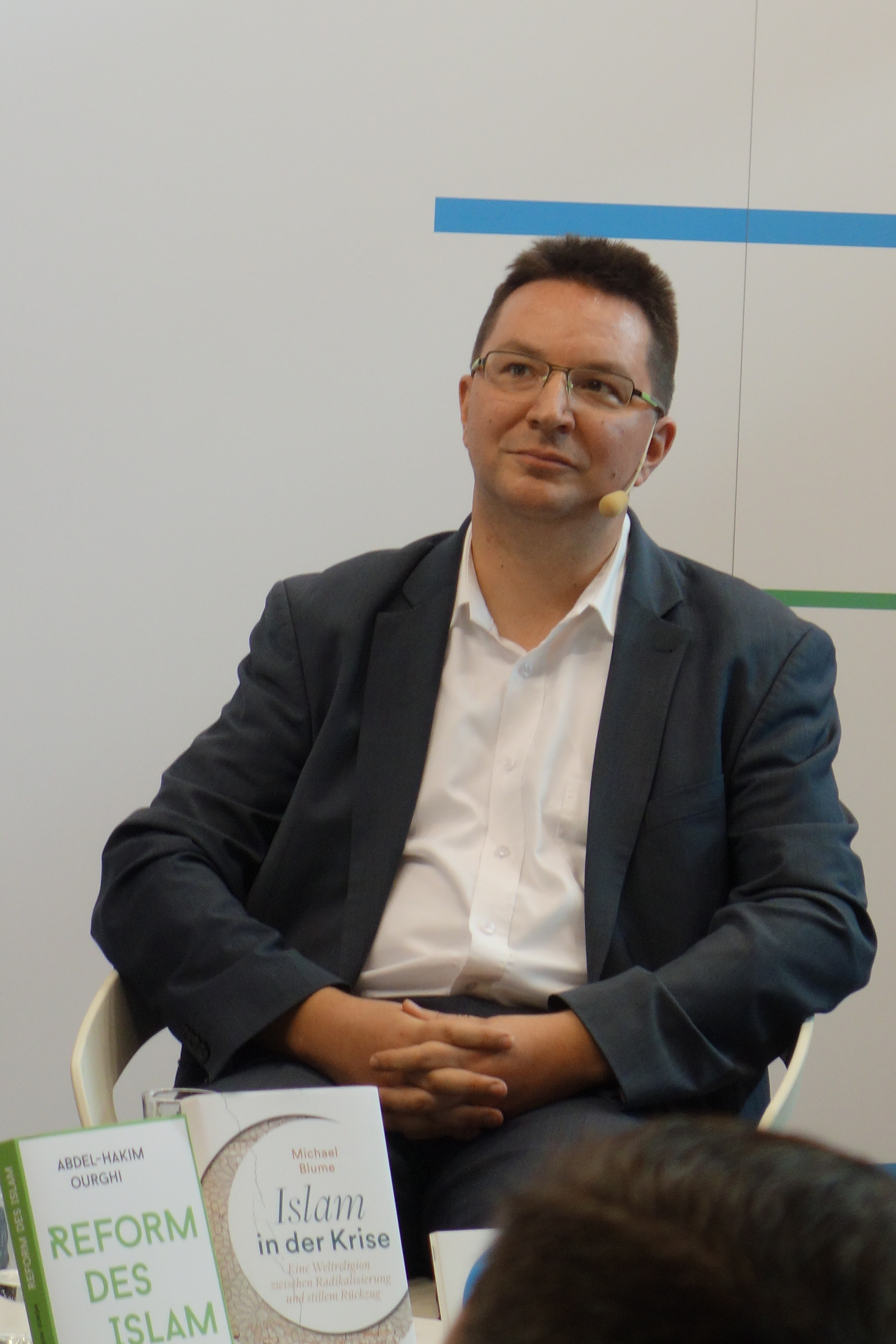
Michael Blume auf der Frankfurter Buchmesse 2017

Michael Blume (* 20. Juni 1976 in Filderstadt) ist ein deutscher Religions- und Politikwissenschaftler sowie seit 2018 Beauftragter der baden-württembergischen Landesregierung gegen Antisemitismus und für jüdisches Leben. Er forscht, lehrt und veröffentlicht zu Fragen des christlich-islamischen Dialoges in Deutschland, zum Zusammenhang von Religion und Demografie sowie zur Entwicklung der Neurotheologie. Von 2016 bis 2020 war er Referatsleiter für nichtchristliche Religionen im Staatsministerium Baden-Württemberg.

## Leben und Wirken
Blumes Eltern wurden 1975 durch die Bundesrepublik Deutschland aus der Deutschen Demokratischen Republik freigekauft. Ein Jahr später wurde Blume in Filderstadt geboren. Im Juni 1997 heiratete er, nachdem er 1996 sein Abitur auf dem Eduard-Spranger-Gymnasium Filderstadt gemacht und seinen Wehrdienst abgeschlossen hatte, seine türkischstämmige frühere Mitschülerin Zehra. Mit ihr bekam er drei Kinder. 1998 war er Mitgründer der 2013 aufgelösten Christlich-Islamischen Gesellschaft (CIG) Region Stuttgart e. V. Gemeinsam mit je einem muslimischen Mitvorsitzenden war er danach einige Jahre Vorsitzender des Vereins. Blume schrieb zum christlich-islamischen Dialog mehrere Kabarettstücke und ein Theaterstück, das auch im europäischen Ausland gespielt und in mehrere Sprachen übersetzt wurde.

## Beruflicher Werdegang
Blume absolvierte vor seinem Studium der Religions- und Politikwissenschaften an der Universität Tübingen eine Ausbildung zum Finanzassistenten bei der Landesbank Baden-Württemberg. Nach dem Abschluss seines Studiums als Magister trat Blume im April 2003 eine neu eingerichtete Stelle als Referent für interkulturellen und interreligiösen Dialog in der Grundsatzabteilung des Staatsministeriums Baden-Württemberg an. 2010 wurde er Stabsstellenleiter für die Staatsrätin für interkulturellen und interreligiösen Dialog Regina Ammicht Quinn, ab 2011 dann Referatsleiter für Kirchen, Religion und Integration. 2014 übernahm er im Auftrag des baden-württembergischen Ministerpräsidenten Winfried Kretschmann im Rahmen seiner Tätigkeit die Leitung über die Mission „Sonderkontingent Nordirak“. Dabei war er verantwortlich, 1100 besonders schutzbedürftige, hauptsächlich jesidische, Frauen und Mädchen aus dem Nordirak nach Deutschland zu bringen, unter ihnen auch die spätere Friedensnobelpreisträgerin und UN-Botschafterin Nadia Murad. Von 2016 bis Juni 2020 war Blume Referatsleiter für „nichtchristliche Religionen, Werte, Minderheiten, Projekte Nordirak“. Im März 2018 wurde er von der Landesregierung Baden-Württemberg zum bundesweit ersten Antisemitismusbeauftragten ernannt. Von März 2020 bis Mai 2023 moderierte er den Podcast Verschwörungsfragen. Im März 2024 wurde sein Aufgabenfeld erweitert, er ist nun „Beauftragter der Landesregierung Baden-Württemberg gegen Antisemitismus und für jüdisches Leben“.

## Politisches Engagement
Blume ist Mitglied der CDU. Bereits als Schüler trat Blume in die Junge Union ein und wurde später Vorsitzender des Ortsverbandes Filderstadt und von 2001 bis 2003 Vorsitzender des Kreisverbandes Esslingen am Neckar. 1994 wurde er in den Jugendgemeinderat gewählt, 1999 zum bis dahin jüngsten Stadtratsmitglied in Filderstadt und 2004 bei der folgenden Kommunalwahl bestätigt. Nach der Geburt seines zweiten Kindes Ende 2005 legte er sein Mandat nieder.
2014 wurde Blume als religionswissenschaftlicher Experte in das Bundesnetzwerk Integration der CDU berufen.
2017 wurden er und seine Frau Paten bei Schule ohne Rassismus – Schule mit Courage für das Robert-Mayer-Gymnasium Heilbronn.

## Studium und wissenschaftliche Tätigkeit
Für sein Studium erhielt Blume ein Stipendium der Begabtenförderung der Konrad-Adenauer-Stiftung. Für eine Arbeit als Drittsemester über Heimat und Identität, in der er sich für eine entschiedenere Integrations- und Identitätspolitik und mehr Dialog insbesondere im Hinblick auf Muslime in Deutschland aussprach, erhielt Blume eine Auszeichnung des Bundesministeriums des Innern. Sein Studium schloss er 2003 mit einer Magisterarbeit über Die Öffnung des Islam in Deutschland durch eine neue, islamische Elite ab, die mit „sehr gut“ benotet wurde. Ein Jahr später nahm er neben seiner beruflichen Tätigkeit einen ersten von dann mehreren Lehraufträgen am Institut für Religionswissenschaft der Universität Tübingen an. Blume promovierte 2005 bei Günter Kehrer zum Thema Neurotheologie – Chancen und Grenzen aus religionswissenschaftlicher Perspektive. Die veraltete Hypothese der Neurowissenschaften, dass religiöse Erfahrungen einem einzigen Areal im Gehirn zugeordnet werden könnten, beschreibt er als „Gottesmodul oder Gottesknopf“. Heute wisse man „ganz klar, dass völlig unterschiedliche Gehirnbereiche dabei aktiv sind“. Bei Religiosität werde zum Beispiel die soziale Kognition betätigt, die auch beim Gedanken an einen geliebten Menschen betätigt werde. „Das heißt: Das Gebet setzt auf der sozialen Kognition auf“, so Blume. Er betont, dass mit der Hirnforschung nicht Gott erforscht werde, sondern das menschliche Gehirn. Mit den Methoden der Forschung könne daher weder die Existenz noch die Nichtexistenz Gottes bewiesen werden.
Blume nahm Vorträge, Lesungen und Lehraufträge unter anderem an der Universität Münster, der Universität zu Köln und der Friedrich-Schiller-Universität Jena wahr. Derzeit hat er Lehraufträge am Karlsruher Institut für Technologie.

## Rezeption
Für Aufregung in der Landeshauptstadt sorgte Mitte 2003 ein Artikel der Stuttgarter Nachrichten über Michael Blume. Weil sich unter den Muslimen, die er im Rahmen seiner Magisterarbeit interviewt hatte, auch ein Islamist befand, wurde Blume unterstellt, dass er als Berater der Landesregierung womöglich „radikale islamistische Kräfte“ unterstütze. Der Artikel suggerierte Untersuchungen des Verfassungsschutzes, die es allerdings „zu keinem Zeitpunkt“ gab.
2009 erhielt Blume den scilogs-Preis für sein wissenschaftliches Bloggen und 2010 einen Förderpreis der Evangelischen Akademie Villigst mit dem Titel „Vermittlungen – theologische und ethische Beiträge zur Zeit“.
Der Hörfunkjournalist Andreas Malessa veröffentlichte 2019 eine biographische Erzählung mit dem Titel Eine Blume für Zehra, in der er Blumes humanitären Einsatz würdigt und die Herausforderungen seines interreligiösen Lebens mit seiner Frau Zehra in der schwäbischen Provinz schildert.
Der Vorsitzende der Israelitische Religionsgemeinschaft Baden Rami Suliman lobte als Reaktion auf Tendenzen, den Etat des Beauftragten zu kürzen, im Oktober 2021 Blumes „hervorragende, unverzichtbare Arbeit“ als Antisemitismusbeauftragter. Als Beispiel nannte er das erfolgreiche Aufmerksammachen auf das Fortbestehen der Entfernungen von jüdischen Namen auf der Buchstabiertafel seitens der Nationalsozialisten.
Das Simon-Wiesenthal-Center warf Blume Ende Dezember 2021 vor, antisemitische Akteure und Positionen zu unterstützen oder nur unzureichend gegen diese vorzugehen, anstatt sie zu bekämpfen, und nannte Blume im Punkt Deutschland, das auf Platz sieben der Top-Ten-Liste des globalen Antisemitismus 2021 aufgeführt wurde. Blume habe etwa mehrfach in sozialen Medien Unterstützung für antisemitische bzw. antijüdische und antiisraelische Positionen signalisiert und entsprechende Beiträge weiterverbreitet. Außerdem dulde er in seiner Funktion als Antisemitismusbeauftragter Partnerschaften baden-württembergischer Städte mit iranischen Städten, deren Verwaltung zur Vernichtung des Staates Israel aufgerufen habe. Die beiden in Baden-Württemberg ansässigen jüdischen Landesgemeinden, die Israelitische Religionsgemeinschaft Baden und die Israelitische Religionsgemeinschaft Württembergs, wiesen die Einschätzung des Simon-Wiesenthal-Centers zurück, und Barbara Traub, Vorstandssprecherin der IRG Württembergs, teilte mit: „Wir kennen Dr. Michael Blume bereits seit fast zwei Jahrzehnten als einen außergewöhnlich engagierten und ausgesprochen kompetenten Kämpfer gegen Antisemitismus jeder Form, als einen Freund der jüdischen Gemeinschaft.“ In einer gemeinsamen Erklärung der beiden israelitischen Gemeinschaften heißt es: „Wie das Simon Wiesenthal Center – ohne mit den Gemeinden vor Ort überhaupt Kontakt zu suchen – auf die Idee kommt, einen derart ausgewiesenen Freund Israels und der Jewish Community auf eine Liste mit Antisemiten zu setzen, ist uns vollkommen unverständlich.“
Der Zentralrat der Juden in Deutschland stellte sich hinter Blume und nannte die Vorwürfe „absurd“. Die Orthodoxe Rabbinerkonferenz Deutschland teilte mit, „[d]ie Entscheidung hinterlasse große Fragezeichen“. Der baden-württembergische Ministerpräsident Winfried Kretschmann äußerte, es gebe „keinen Grund, an der Integrität unseres Antisemitismusbeauftragten Michael Blume zu zweifeln“. Auch der baden-württembergische Innenminister Thomas Strobl drückte seine Unterstützung für Blume aus und sagte, er könne sich „keine bessere Person“ für die Aufgabe des Antisemitismusbeauftragten vorstellen. Die Kontroverse ist eng mit einer heftigen Twitter-Auseinandersetzung mit dem Korrespondenten Benjamin Weinthal von The Jerusalem Post verknüpft. In einer im Juli 2021 im Blog Scilogs von Spektrum.de veröffentlichten Entgegnung erklärt Blume gegenüber seinem Kontrahenten: „Sie haben Beschimpfungen, Drohungen und “Fristsetzungen” auch am Sonntag und Schabbat übersandt und es letztlich nur geschafft, die Reputation der Jerusalem Post und eines Wiesenthal-Zentrums in Jerusalem zu beschädigen.“
Im Juli 2022 erhielt Blume die Otto-Hirsch-Auszeichnung durch die Israelitische Religionsgemeinschaft Württembergs und die Landeshauptstadt Stuttgart.
Am 14. Dezember 2022 entschied das Landgericht Frankfurt am Main, dass Twitter zahlreiche „Falschaussagen“ über Blume zu löschen habe. Twitter legte Berufung ein und gewann vor dem OLG Frankfurt im Juni 2024. Mit seinem Urteil gab das OLG der Berufung der Plattform Twitter (heute X) statt und wies das Unterlassungsbegehren des Antisemitismusbeauftragten in zweiter und im Eilverfahren letzter Instanz ab.
Im Januar 2023 veröffentlichte das Landgericht Hamburg ein Urteil, nach dem Blume als „antisemitisch“ bezeichnet werden darf. Dies sei eine „zulässige Meinungsäußerung“, entschied die Pressekammer des Hamburger Landgerichts und gab damit dem Hamburger Rechtsanwalt Joachim Steinhöfel, der das in einem Tweet behauptet hatte, in einem Prozess gegen den Kurznachrichtendienst X recht. Steinhöfel hätte damit auf eine Äußerung Blumes reagiert, in der er eine deutsche Jüdin mit dem Nazi-Massenmörder Adolf Eichmann verglichen und den britischen Offizier Orde Wingate, der in Israel als „Vater der Israelischen Streitkräfte“ gelte, als Kriegsverbrecher bezeichnet habe. Im September 2022 schrieb Steinhöfel: „Baden-Württemberg leistet sich einen antisemitischen Antisemitismusbeauftragten“. Der Kurznachrichtendienst löschte daraufhin Steinhöfels Nachricht, worauf dieser erfolgreich Beschwerde einlegte. Blume selbst war nicht Partei in diesem Prozess.
Das EU-Büro der Kirche Jesu Christi der Heiligen der Letzten Tage („Mormonen“) ehrte Blume anlässlich des Internationalen Tags der Familie am 15. Mai 2024 mit ihrer Auszeichnung für Verdienste um die Werte der Familie. Blume habe sich um den Schutz gefährdeter Menschen und um die Bekämpfung des Antisemitismus in Europa verdient gemacht.

## Veröffentlichungen (Auswahl)
- Neurotheologie. Hirnforscher erkunden den Glauben. Tectum Wissenschaftsverlag, 2009, ISBN 978-3-8288-9933-9.
- Gott, Gene und Gehirn. Warum Glaube nützt. Zur Evolution der Religiosität. S. Hirzel Verlag, 2012, ISBN 978-3-7776-1634-6.[37]
- Evolution und Gottesfrage. Charles Darwin als Theologe. Verlag Herder, 2013, ISBN 978-3-451-06582-8.
- Öl- und Glaubenskriege. Wie das schwarze Gold Politik, Wirtschaft und Religionen vergiftet. sciebooks / Spektrum (BOD), 2015, ISBN 978-3-945829-01-1.
  - Öl- und Glaubenskriege. Wie das schwarze Gold Politik, Wirtschaft und Religionen vergiftet. Überarbeitete Neuauflage. JMB Verlag, 2022, ISBN 978-3-95945-041-6.
- Islam in der Krise. Eine Weltreligion zwischen Radikalisierung und stillem Rückzug. Patmos Verlag, Ostfildern 2017, ISBN 978-3-8436-0956-2.
- Warum der Antisemitismus uns alle bedroht. Wie neue Medien alte Verschwörungsmythen befeuern. Patmos Verlag, Ostfildern 2019, ISBN 978-3-8436-1123-7.
- Verschwörungsmythen. Woher sie kommen, was sie anrichten, wie wir ihnen begegnen können. Patmos Verlag, Mannheim, 2020, ISBN 978-3-8436-1286-9.
- Rückzug oder Kreuzzug? Die Krise des Christentums und die Gefahr des Fundamentalismus. Patmos Verlag, Mannheim, 2021, ISBN 978-3-8436-1332-3.

### Interviews und Porträts
- Die Angst vor Verschwörungen als religiöses Problem. Interview vom 22. Juli 2016 im Deutschlandfunk
- Michael Blume im Gespräch über sein Sachbuch Islam in der Krise. Eine Weltreligion zwischen Radikalisierung und stillem Rückzug. Interview vom 14. Oktober 2017 in der Frankfurter Rundschau
- Wie Michael Blume angetreten ist, den Antisemitismus zu bekämpfen. Porträt vom 25. April 2018, Schwäbische Zeitung
- Antrittsrede als Beauftragter der Landesregierung gegen Antisemitismus: Antisemiten bedrohen uns alle am 25. April 2018 an der Hochschule für Jüdische Studien Heidelberg